# プレソドン科
プレトドン科 (Plethodontidae) は、両生綱有尾目に属する科の1つである。アメリカサンショウウオ科またはムハイサラマンダー科ともいう。有尾目全体の約2/3の種を含む最大の科であり、最も進化程度が高いといわれる。学名は「多くの歯」の意。

## 特徴
以下の特徴を持つ。

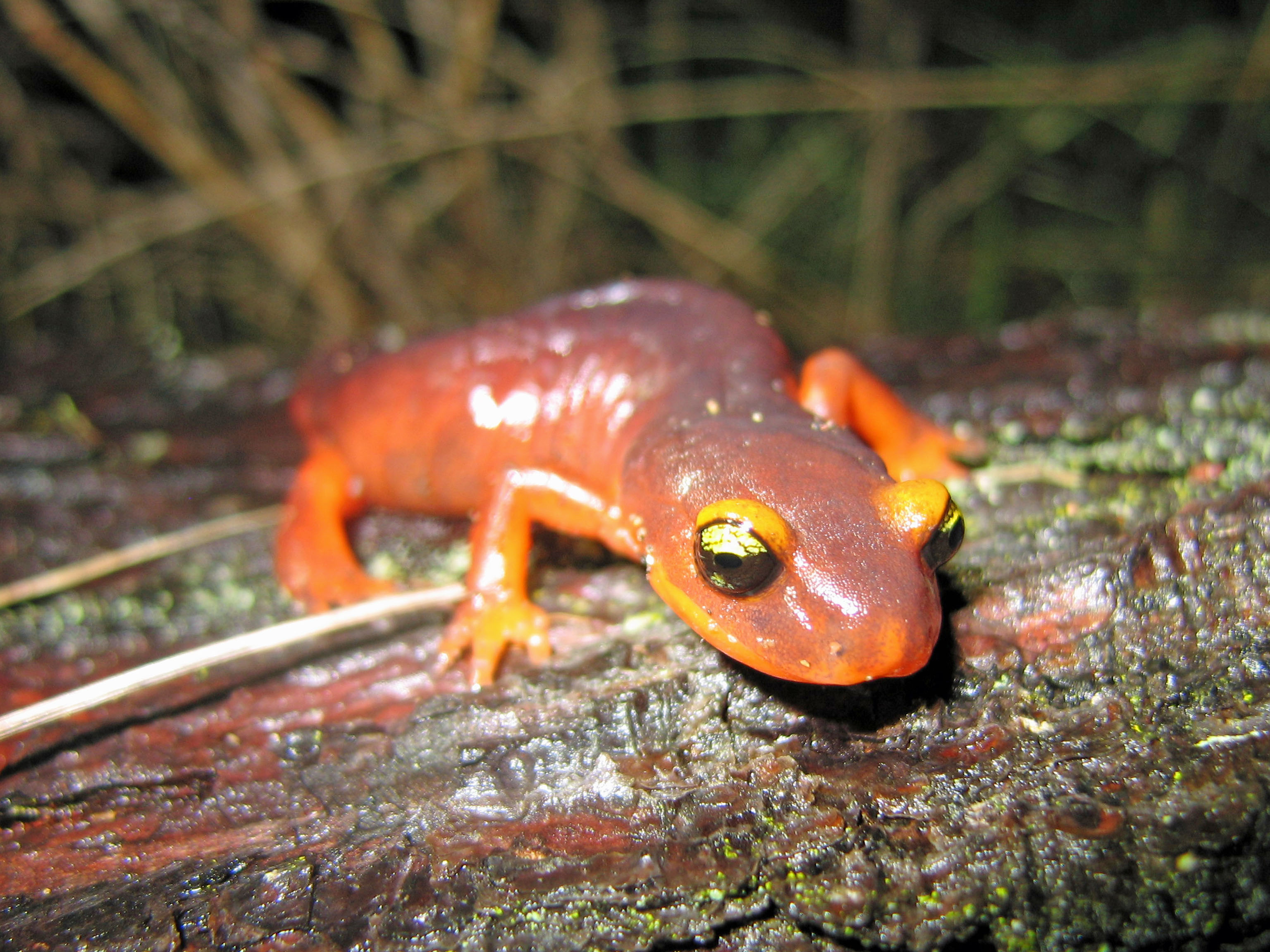
アメリカサンショウウオ科の一種

- 肺を欠き皮膚と口腔で呼吸する。渓流に生息する祖先で、体が浮かび上がって流されないように退化したものと考えられる。
- 体内受精し、ほとんどの種が陸上に産卵し、幼生期を経ず幼体として直接発生する。陸上で産卵する種は乾燥やカビから卵を守る必要があるので、親による保護習性が発達している。幼体を保護する種まである。
- 上唇と鼻孔の間に鼻唇腺 (Naso-labial groove) という細い溝状の嗅覚器官がある。
- 複雑な求愛行動を行う。

生態は種によって大きく差がある。完全に水生の種（幼形成熟する種も知られる）から、完全に陸生の種、樹上性の種まで存在する。
成体のサイズも27-325mmとさまざまである。

## 分布
主としてアラスカ最南部・カナダノバスコシア以南の北米大陸に分布する。特にアパラチアに多くの種が集中している。南米大陸のボリビア中部とブラジル東南部にも分布し、南半球に生息する有尾目中唯一の科である。
ミズカキサンショウウオ属に属する数種のみが南ヨーロッパの南フランス・イタリア・サルディニア島に分布する。また2005年、韓国で本科に属する新種 Karsenia koreana が発見された。免疫学的証拠から、これらは漸新世にベーリング地峡を渡ってユーラシア大陸に分布を広げたときの遺存であるとされる。

## 分類
- ウスグロサンショウウオ（ダスキーサラマンダー）亜科 Subfamily Desmognathinae
  - ウスグロサンショウウオ（ダスキーサラマンダー）属 en:Dusky salamanders (Desmognathus) - 19種
  - レッドヒルサンショウウオ属 en:Red Hills salamanders (Phaeognathus) - 1種
- アメリカサンショウウオ（ムハイサラマンダー）亜科 Subfamily Plethodontinae
  - キノボリサンショウウオ属 en:Climbing salamanders (Aneides) - 6種
  - ホソサンショウウオ属 en:Slender salamanders (Batrachoseps) - 20種
  - ネッタイキノボリサンショウウオ（ミットサラマンダー）属 en:Mushroom tongued salamanders (Bolitoglossa) - 85種
  - シシバナサンショウウオ属 en:Finca Chiblac salamander (Bradytriton) - 1種
  - タコサンショウウオ属 en:Splay-foot salamanders (Chiropterotriton) - 12種
  - en:Cryptic salamanders (Cryptotriton) - 6種
  - サルオガセモドキサンショウウオ属 en:Bromeliad salamanders (Dendrotriton) - 6種
  - エシュショルツサンショウウオ（ツギオサラマンダー）属 en:Ensatinas (Ensatina) - 1種
  - オナガサンショウウオ（ナガレサラマンダー）属 en:North American brook salamanders (Eurycea) - 26種
  - イズミサンショウウオ（スプリングサラマンダー）属 en:Spring salamanders (Gyrinophilus) - 4種
  - ヨツユビサンショウウオ属 en:Four toed salamanders (Hemidactylium) - 1種
  - ミズカキサンショウウオ属 Web footed cave salamanders (Hydromantes) - 10種
  - en:Korean crevice salamanders (Karsenia) - 1種
  - ミナミサンショウウオ（ヒダノドサラマンダー）属 en:Moss salamanders (Nototriton) - 13種
  - アノールサンショウウオ属 en:Long limbed salamanders (Nyctanolis) - 1種
  - ネッタイサンショウウオ（エディプスサラマンダー）属 en:Worm salamanders (Oedipina) - 23種
  - メキシコチビサンショウウオ属 en:Tropical dwarf salamanders (Parvimolge) - 1種
  - アメリカサンショウウオ（ヌメサラマンダー）属 en:Woodland salamanders (Plethodon) - 56種
  - チュウベイサンショウウオ属 en:False brook salamanders (Pseudoeurycea) - 41種
  - アカサンショウウオ（レッドサラマンダー）属 en:Red salamanders (Pseudotriton) - 2種
  - スジサンショウウオ（ヘリサラマンダー）属 en:Many lined salamanders (Stereochilus) - 1種
  - メキシココビトサンショウウオ属 en:Minute salamanders (Thorius) - 22種
  - テキサスメクラサンショウウオ属 en:Grotto salamanders (Typhlomolge) - 1種

## 参照
1. ↑  Min, M.S., S. Y. Yang, R. M. Bonett, D. R. Vieites, R. A. Brandon & D. B. Wake. (2005). Discovery of the first Asian plethodontid salamander. Nature (435), 87-90 (5 May 2005)